# Bitka na ravnicama Wuzhang
Bitka na ravnicama Wuzhang (五丈原之戰) se odigrala godine 234. u Kini u doba Tri kraljevstva između snaga države Shu Han na čelu s poglavarom Zhuge Liangom na jednoj i snaga države Cao Wei na čelu sa Sima Yiom na drugoj strani. Predstavljala je kulminaciju pete i posljednje Sjeverne ekspedicije koju je Zhuge Liang vodio u nastojanju pokoravanja ili osvajanja teritorija sjeverne države Cao Wei. Iako se naziva "bitkom", u njoj je zapravo bilo malo borbe, jer je vojska Cao Weija, svjesna Zhuge Liangove legendarne vještine u uređenim bitkama, koristila defenzivnu taktiku, zauzevši utvrđeni položaj na obali rijeke Wei; Zhuge Liang se, pak, zbog brojčane nadmoći neprijatelja, nije usuđivao direktno napasti nego je mjesecima pokušavao isprovocirati Sima Yija da prvi krene u napad i istovremeno čekao pomoć od strane države Istočni Wu. Ta pomoć nije došla i pat-pozicija se nastavila sve do Zhuge Liangove smrti; nju je zapovjednik Shu snaga predosjetio te izdao tajna naređenja o povlačenju, znajući da snage Weija neće krenuti u progon, bojeći se upada u klopku. Krajnji rezultat je bio vraćanje na status quo, ali i završetak razdoblja sukoba država Shu i Wei koje su se sljedećih desetljeća više bavile unutrašnjem razvoju i reformama.
Bitka se odvijala na prostoru poznatom kao ravnice Wuzhang.